# Puzik
Puzik (Chamaea fasciata) – gatunek małego ptaka z rodziny ogoniatek (Paradoxornithidae). Zasiedla zachodnią część Ameryki Północnej (zachodnie USA i północno-zachodni Meksyk). Jedyny przedstawiciel rodzaju Chamaea. Nie jest zagrożony.

## Podgatunki i zasięg występowania
Wyróżnia się następujące podgatunki:
- Ch. fasciata phaea – zachodni Oregon
- Ch. fasciata margra – południowo-centralny Oregon
- Ch. fasciata rufula – północno-zachodnia Kalifornia
- Ch. fasciata fasciata – zachodnio-centralna Kalifornia
- Ch. fasciata henshawi – południowa Kalifornia i północno-zachodni Meksyk

## Środowisko
Spotykany na wysokościach od poziomu morza do 2600 m n.p.m. Zamieszkuje zarośla złożone z krzewów i niskich drzew (chaparral), nadbrzeżne zakrzewienia, parki i duże ogrody.

## Morfologia
Długość ciała wynosi 14,9–15,7 cm, w tym ogona ok. 8,7 cm i dzioba 1,1 cm. Skrzydło mierzy ok. 5,8 cm. Masa ciała wynosi 13–16 g. Nie występuje wyraźny dymorfizm płciowy. Zależnie od podgatunku, upierzenie od czerwonawobrązowego do szarego, jednak zawsze wierzch ciała ciemniejszy. Gardło i pierś mogą pokrywać mało widoczne pasy. Skrzydła krótkie i zaokrąglone. Ogon długi, często zadarty. Dziób ciemny, krótki, nieznacznie zakrzywiony. Nogi i stopy ciemnoszare.

## Ekologia

### Zachowanie
Zbiera z kory i gałęzi, rzadziej liści, owady, ich larwy oraz pająki. Potrafi na krótko zawisnąć w powietrzu. W locie łapie ćmy i motyle. Rzadko schodzi na ziemię, na której porusza się krótkimi podskokami. Obie płcie bronią swojego terytorium i rzadko je opuszczają.

### Lęgi
Gniazdo w kształcie kubeczka, zrobione z traw i kory, mieści się na wysokości 17–280 cm nad ziemią. Może być zbudowane na bylicy kalifornijskiej (Artemisia californica), Baccharis pilularis z rodziny astrowatych, jeżynie Rubus ursinus, Toxicodendron diversilobum z rodziny nanerczowatych, Adenostoma fasciculatum z rodziny różowatych, Rhamnus californica (szakłakowate), daglezji zielonej (Pseudotsuga menziesii), kropliku żółtym (Mimulus guttatus), orlicy pospolitej (Pteridium aquitinum), wyce (Vicia spp.), Lupinus arboreus (bobowate właściwe), leszczynie Corylus cornuta, dębach Quercus agrifolia i Quercus lobata, olszach (Alder spp.) oraz winorośli Vitis californica. 
Jaja w liczbie 3–5 jasne, zielononiebieskie, o wymiarach około 1,7×1,3 cm (0,70×0,52 cala). Inkubacja trwa 15–16 dni, wysiadują oba ptaki z pary. Pisklęta opierzają się w pełni po 12–22 dniach od wyklucia. Zostają z rodzicami do nadejścia wiosny. Uzyskują możliwość rozrodu po 2 latach. Długość życia wynosi do 12 lat.

## Status
IUCN uznaje puzika za gatunek najmniejszej troski (LC, Least Concern) nieprzerwanie od 1988 roku. Trend liczebności populacji uznawany jest za umiarkowanie spadkowy. W 2019 roku organizacja Partners in Flight szacowała liczebność populacji lęgowej na 2,2 miliona osobników.